# 史瓦濟蘭時報
《史瓦濟蘭時報》（英語：Times of Swaziland）是在史瓦帝尼（舊稱：史瓦濟蘭）發行的報紙。也是史瓦帝尼最早的報紙，由 （1864-1951）在 1897 年時創刊。 

## 外部連結
- 史瓦濟蘭時報 （页面存档备份，存于）